# Tagir Ulanbekov
Tagir Ulanbekov (ruso: Уланбеков Тагир; 7 de agosto de 1991, Daguestán, Rusia) es un artista marcial mixto ruso que compite en la división de peso mosca de Ultimate Fighting Championship. También ha sido Campeón de Peso Mosca de Fight Nights. Desde el 18 de junio de 2024, está en la posición #13 del ranking de peso mosca de UFC.

## Primeros años
Tagir Ulanbekov nació en una familia ávara el 8 de julio de 1991 en el distrito de Kazbekovsky de la República de Daguestán.
De niño, Ulanbekov comenzó a luchar después de que su tío lo llevara a una sección de lucha libre nombrada en honor a Saypulla Absaidov. Cuando Ulanbekov tenía 8 años, se mudó a Majachkalá, Daguestán. En Majachkalá, se unió a las filas de Eagles MMA y fue entrenado por Abdulmanap Nurmagomedov. Allí, entrenó junto a luchadores como Khabib Nurmagomedov e Islam Makhachev.
Durante su crecimiento, Tagir trabajó en el bazar, ayudando a su madre.

## Carrera en las artes marciales mixtas

### Carrera temprana
Nacido en el seno de una familia de Avar el 8 de julio de 1991, obtuvo la primera victoria de su carrera sobre Magomednur Aglarov en el torneo "Liga Kavkaz - Grand Umakhan Battle", y posteriormente ganó 8 combates consecutivos, incluido el título de peso mosca de Fight Nights Global cuando sometió a Artan Asatryan en el cuarto asalto por estrangulamiento de guillotina en Fight Nights Global 76. Enfrentó la primera derrota de su carrera contra el futuro luchador de la UFC Zhalgas Zhumagulov en Fight Nights Global 88, perdiendo el reñido combate por decisión mayoritaria. Después, compitió bajo el estandarte del Gorilla Fighting Championship (ahora Eagle FC), donde obtuvo un resultado de 3-0 y se hizo con el Campeonato de Peso Mosca de GF.

### Ultimate Fighting Championship
Estaba programado para enfrentar a Bruno Gustavo da Silva el 12 de septiembre de 2020 en UFC Fight Night: Waterson vs. Hill. Sin embargo, debido a las restricciones de viaje relacionadas con la pandemia de COVID-19, el emparejamiento fue reprogramado y tuvo lugar cuatro semanas después en UFC Fight Night: Moraes vs. Sandhagen. Ganó el combate por  decisión unánime.
Estaba programado para enfrentarse a Matheus Nicolau el 24 de enero de 2021 en UFC 257. Sin embargo, se retiró por razones no reveladas. El emparejamiento fue finalmente reprogramado para UFC Fight Night: Edwards vs. Muhammad. Sin embargo, se retiró del combate por segunda vez por razones no reveladas y fue sustituido por Manel Kape.
Se esperaba que se enfrentara a Tyson Nam el 19 de junio de 2021 en UFC on ESPN: The Korean Zombie vs. Ige. Sin embargo, el combate nunca fue anunciado oficialmente por la promoción y el enfrentamiento no tendrá lugar en la tarjeta debido a que tuvo una reciente enfermedad no revelada.
Se enfrentó a Allan Nascimento el 30 de octubre de 2021 en UFC 267. Ganó el combate por decisión dividida.
Se enfrentó a Tim Elliott el 5 de marzo de 2022 en UFC 272. Perdió el combate por decisión unánime.
Ulanbekov estaba programado para enfrentar a Tyson Nam el 25 de junio de 2022 en UFC on ESPN 38, pero se retiró debido a una lesión no revelada.
Ulanbekov enfrentó a Nate Maness el 5 de noviembre de 2022 en UFC Fight Night 214. Ganó la pelea mediante una sumisión en el primer asalto.
Ulanbekov se enfrentó a Cody Durden el 16 de diciembre de 2023 en UFC 296. Ganó la pelea mediante una sumisión en el segundo asalto.
Ulanbekov estaba programado para enfrentarse a Alex Perez el 15 de junio de 2024 en UFC por ESPN 58. Sin embargo, la pelea fue cambiada y Ulanbekov estaba programado para que se enfrentará a Joshua Van en ese evento. A su vez, la pelea contra Van fue cancelada cuando Ulanbekov pesó 129,5 libras, tres libras y media por encima del límite de pelea sin título de peso mosca.

## Campeonatos y logros

### Artes marciales mixtas
- Fight Night Global
  - Campeonato de Peso Mosca de Fight Night Global
- Gorilla Fighting Championship (ahora Eagle FC)
  - Campeonato de Peso Mosca de GF
    - Dos defensas del título con éxito

## Récord en artes marciales mixtas
| Resultado | Récord | Oponente               | Método                                     | Evento                                          | Fecha                    | Ronda | Tiempo | Localización      | Notas                                            |
| --------- | ------ | ---------------------- | ------------------------------------------ | ----------------------------------------------- | ------------------------ | ----- | ------ | ----------------- | ------------------------------------------------ |
| Victoria  | 15-2   | Cody Durden            | Sumisión (face crank)                      | UFC 296                                         | 16 de diciembre de 2023  | 2     | 2:45   | Las Vegas, Nevada |                                                  |
| Victoria  | 14-2   | Nate Maness            | Sumisión (estrangulamiento por guillotina) | UFC Fight Night: Rodriguez vs. Lemos            | 5 de noviembre de 2022   | 1     | 2:11   | Las Vegas, Nevada |                                                  |
| Derrota   | 13-2   | Tim Elliott            | Decisión (unánime)                         | UFC 272                                         | 5 de marzo de 2022       | 3     | 5:00   | Las Vegas, Nevada |                                                  |
| Victoria  | 13-1   | Allan Nascimento       | Decisión (dividida)                        | UFC 267                                         | 30 de octubre de 2021    | 3     | 5:00   | Abu Dhabi         |                                                  |
| Victoria  | 12-1   | Bruno Gustavo da Silva | Decisión (unánime)                         | UFC Fight Night: Moraes vs. Sandhagen           | 11 de octubre de 2020    | 3     | 5:00   | Abu Dhabi         |                                                  |
| Victoria  | 11-1   | Denilson Matos         | Sumisión (estrangulamiento por guillotina) | Gorilla Fighting 22                             | 13 de diciembre de 2019  | 2     | 1:18   | Krasnodar         | Defendió el Campeonato de Peso Mosca de GF.      |
| Victoria  | 10-1   | Denis Araujo           | Sumisión (estrangulamiento por detrás)     | Gorilla Fighting 17                             | 27 de septiembre de 2019 | 2     | 3:19   | Atirau            | Defendió el Campeonato de Peso Mosca de GF.      |
| Victoria  | 9-1    | Aleksandr Podlesniy    | Decisión (unánime)                         | Gorilla Fighting 11                             | 3 de mayo de 2019        | 3     | 5:00   | Penza             | Ganó el Campeonato de Peso Mosca de GF.          |
| Derrota   | 8-1    | Zhalgas Zhumagulov     | Decisión (mayoritaria)                     | Fight Nights Global 88                          | 31 de agosto de 2018     | 3     | 5:00   | Nursultán         | Perdió el Campeonato de Peso Mosca Fight Nights. |
| Victoria  | 8-0    | Vartan Asatryan        | Sumisión (estrangulamiento por guillotina) | Fight Nights Global 76: Bagautinov vs. Martinez | 8 de octubre de 2017     | 4     | 1:39   | Krasnodar         | Ganó el Campeonato de Peso Mosca Fight Nights.   |
| Victoria  | 7-0    | Shajidul Haque         | Decisión (unánime)                         | Fight Nights Global 65: Asatryan vs. Zhumagulov | 19 de mayo de 2017       | 5     | 5:00   | Nursultán         | Combate de peso gallo.                           |
| Victoria  | 6-0    | Assu Almabaev          | TKO (sumisión a puñetazos)                 | Fight Nights Global 58: Brandão vs. Machaev     | 28 de enero de 2017      | 3     | 4:51   | Kaspisk           | Debut en el peso mosca.                          |
| Victoria  | 5-0    | Shyngys Kairanov       | Decisión (unánime)                         | Fight Nights Global 54                          | 16 de noviembre de 2016  | 3     | 5:00   | Rostov del Don    | Combate de peso acordado (130 libras).           |
| Victoria  | 4-0    | Alexander Nesterov     | Sumisión (estrangulamiento por detrás)     | Pride Fighting Show: The Stars of World MMA     | 23 de abril de 2016      | 1     | 2:18   | Nizhni Nóvgorod   |                                                  |
| Victoria  | 3-0    | Ivan Andrushchenko     | Decisión (mayoritaria)                     | Fight Star: Battle on the Volga                 | 30 de mayo de 2015       | 2     | 5:00   | Sarátov           |                                                  |
| Victoria  | 2-0    | Nurtilek Yerkuatuly    | Sumisión (barra de brazo)                  | Liga Kavkaz: Battle in Babayurt                 | 1 de febrero de 2015     | 1     | 2:48   | Daguestán         |                                                  |
| Victoria  | 1-0    | Magomednur Aglarov     | Sumisión (barra de brazo)                  | Liga Kavkaz: Grand Umakhan Battle               | 7 de julio de 2013       | 1     | 4:50   | Khunzakh          | Debut en el peso gallo.                          |